# Tien Chien II
Die Tien Chien II (Sky Sword II) ist eine Mittelstrecken-Luft-Luft-Rakete, die von den taiwanischen Luftstreitkräften seit 1999 eingesetzt wird. Entwickelt und produziert wird sie vom Chungshan Institute of Science and Technology (CSIST) seit dem Anfang der 1990er-Jahre. Anders als der Name vermuten lässt, ist die Tien Chien II kein Nachfolgemodell der Tien Chien I – sie ist eher die Mittelstrecken-Erweiterung für die taiwanesische Luftwaffe.
Der Suchkopf basiert auf einem AIM-120-Entwurf von Motorola und Raytheon. Insgesamt lieferte Raytheon 200 Suchkopf-Kits an das CSIST.
In diversen Zeitschriften, unter anderem Jane’s Defence Weekly, wurde berichtet, dass das CSIST auf Basis des Tien-Chien-II-Flugkörpers weitere Raketen entwickelt. Unter anderem sind eine Luft-Boden-Anti-Radar-Rakete (Tien Chien IIA) sowie eine Boden-Luft-Rakete vorgesehen.